# Gabestokken
Gabestokken (Originaltitel: The Trespasser) er en amerikansk dramafilm fra 1929, instrueret af Edmund Goulding. Filmen havde Gloria Swanson, Robert Ames, Purnell Pratt, Henry B. Walthall og Wally Albright i hovedrollerne.
Filmen blev udgivet af United Artists i både en stumfilmsudgave og en tonefilmudgave. Gloria Swanson blev nomineret til en Oscar for bedste kvindelige hovedrolle for sin rolle i filmen.

## Medvirkende
- Gloria Swanson som Marion Donnell
- Robert Ames som Jack Merrick
- Purnell Pratt som Hector Ferguson
- Henry B. Walthall som Fuller
- Wally Albright som Jackie
- William Holden som John Merrick Sr.
- Blanche Friderici som Miss Potter (as Blanche Frederici)
- Kay Hammond som Catherine 'Flip' Merrick
- Mary Forbes som Mrs. Ferguson
- Marcelle Corday som Blanche

## Eksterne Henvisninger
- Gabestokken på Internet Movie Database (engelsk)
- Gabestokken i Svensk Filmdatabas (svensk)
- Gabestokken på AlloCiné (fransk)
- Gabestokken på AllMovie (engelsk)
- Gabestokken hos American Film Institute (engelsk)
- Gabestokken på Turner Classic Movies (engelsk)
- Gabestokken på The Movie Database (engelsk)
- Gabestokken på Rotten Tomatoes (engelsk)
- Gabestokken på Filmaffinity (engelsk)
- Gabestokken hos TV Guide (engelsk)